# Garmond von Picquigny
Garmond von Picquigny (auch Warmund oder Gormond; † 1128 in Sidon) war ein französischer Prälat und Lateinischer Patriarch von Jerusalem.

## Herkunft
Er stammte aus dem Adelsgeschlecht der Herren von Picquigny in der Picardie, war der Sohn eines anderen Garmond (Warmund) und dessen Gemahlin Adele, und ein Bruder von Eustache de Picquigny, dem ersten Vidame von Amiens.

## Patriarch von Jerusalem
Nach dem Tod des Patriarchen von Jerusalem, Arnulf von Chocques im Jahre 1118 wurde er zu dessen Nachfolger gewählt. Er pflegte ein enges Verhältnis zu König Balduin II. von Jerusalem, der von 1118 bis 1131 regierte.

### Anfang der Tempelritter

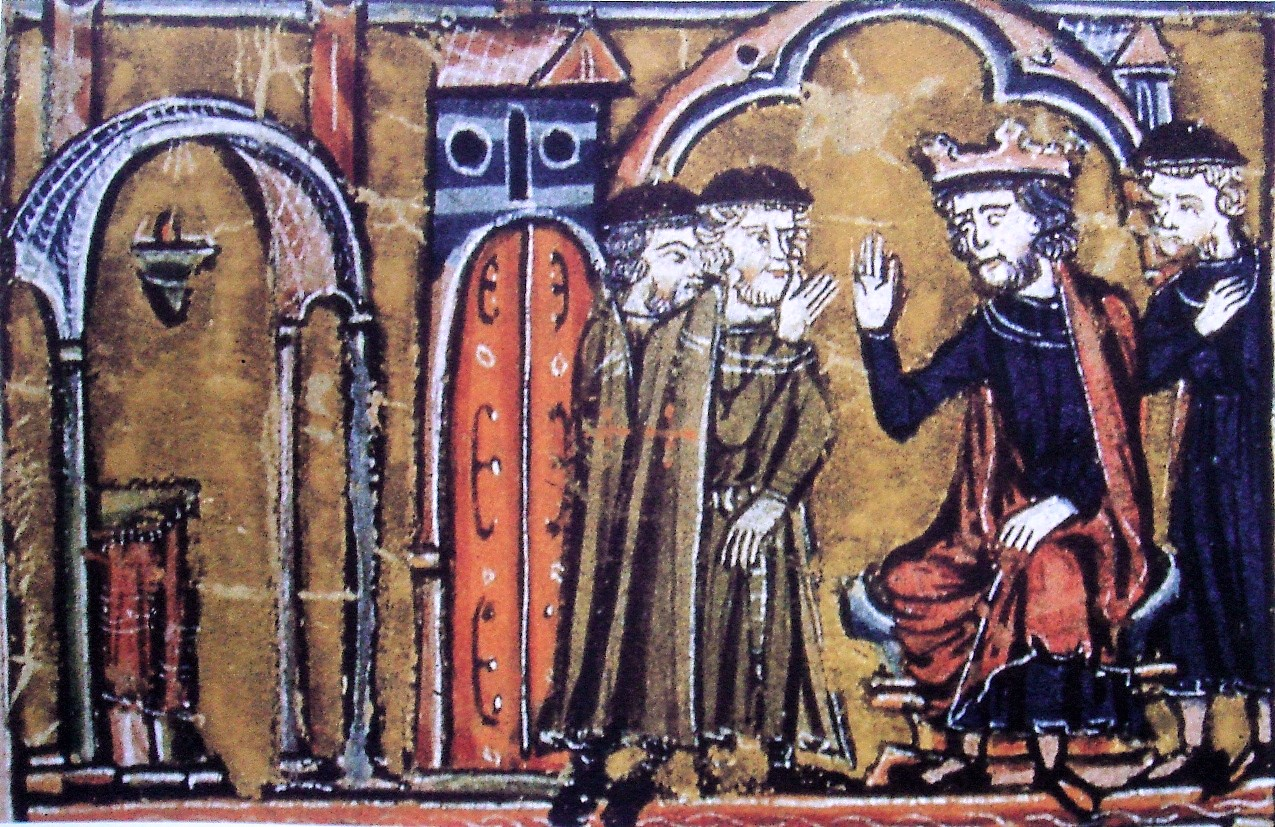
König Balduin II. (Mitte) übergibt den Tempel Salomons im Beisein des Patriarchen Garmond (re.) an Hugo von Payns und Gottfried von Saint-Omer.

Bald nach der fast gleichzeitigen Amtsübernahme kam es zu einer historisch bedeutsamen gemeinsamen Aktion. Diese beruhte auf der Initiative des französischen Ritters Hugo von Payns (* um 1080, † 1136), der im Jahre 1114 im Gefolge von Hugo I. Graf von Champagne (1093–1126) in das Königreich Jerusalem gekommen war.
Dieser plante die Gründung einer Gemeinschaft von Rittern, die nach den Regeln eines Mönchsordens lebten – etwa der Regel der Regularkanoniker die auf den Heiligen Augustinus von Hippo zurückgeführt wird – und die sich dem Schutz der Pilger vor feindlichen Übergriffen widmen sollte. Diesen Vorschlag unterbreitete Hugo von Payns gemeinsam mit einem Gesinnungsgenossen, dem Ritter Gottfried von Saint-Omer sowohl dem Patriarchen Garmond als auch dem König Balduin II.
Da dieses Projekt den jeweiligen Interessen entsprach – verbesserte Sicherheit der Pilger bzw. Stärkung der Spiritualität der Ritterschaft – stimmten beide zu, sodass am Weihnachtstag des Jahres 1119 Hugo von Payns und acht andere Ritter, darunter Gottfried von Saint-Omer, Andreas von Montbard, Archibald von Saint-Aignan und Payen de Montdidier vor dem Patriarchen Garmond die Gelübde der Armut, Keuschheit und des Gehorsams ablegten. Sie nannten sich „Die Arme Ritterschaft Christi“. Der Patriarch und der König statteten sie zum Unterhalt mit einigen Lehen aus, wobei König Balduin ihnen Wohnraum im königlichen Palast der Al-Aqsa-Moschee am Tempelberg von Jerusalem überließ. Sie erweiterten daher ihren Namen auf „Die Arme Ritterschaft Christi und des salomonischen Tempels“. Es war dies der Ausgangspunkt des 1129 auf dem Konzil von Troyes formalisierten Templerordens, der 200 Jahre lang sowohl im Königreich Jerusalem als auch in Europa eine bedeutende Rolle spielen sollte.

### „Konkordat“ mit dem König
Die freundschaftlichen Beziehungen zwischen dem Patriarchen Garmond und König Balduin II. wurden durch das Konzil von Nablus im Jahre 1120 weiter verfestigte. Dort wurde eine Art von Konkordat zwischen dem König und der Kirche von Outremer geschlossen. Darin verpflichtete sich der König in einem Kapitel dazu, dem Patriarchen die Zehente von den königlichen Ländereien in Jerusalem, Nablus und Akkon zu übertragen. In einem anderen Kapitel bat er den Patriarchen um Verzeihung dafür, dass er ihm diese Abgaben bisher vorenthalten hatte, und in einem dritten gewährte ihm der Patriarch die Absolution für dieses Vorgehen.
Im Juni 1120 begleitete er das königliche Heer bei einem Feldzug zur Verteidigung des Fürstentums Antiochia gegen Ilghazi und kümmerte sich dabei um die sichere Verwahrung des zur Steigerung der Truppenmoral mitgeführten Heiligen Kreuzes.

### Regent des Königreiches
Als Balduin II. 1123 bis 1124 in Gefangenschaft geraten war, organisierte er die Regentschaft im Königreich von Jerusalem und ernannte zum Beispiel Eustach Garnier und nach dessen Tod Wilhelm I. von Bures zum Konstabler und Bailli des Reiches.
Patriarch Garmond nutzte seine Beziehungen zu geistlichen Führungspersönlichkeiten, um Unterstützung für das Königreich Jerusalem zu erhalten, das militärisch und auch wirtschaftlich größte Mühe hatte, den laufenden Bedrohungen gerecht zu werden. So schrieb er in der Zeit zwischen 1119 und 1125 gemeinsam mit dem Prior Gerard des Chorherrenstifts am Heiligen Grab in Jerusalem einen Brief an Diego Gelmírez, den Erzbischof von Santiago de Compostela, verwies auf Ernteausfälle sowie die beständige Bedrohung durch Feinde und ersuchte diesen um Nahrungsmittel, Geld und militärische Hilfe, um das Königreich Jerusalem aufrechterhalten zu können.
In dieser Zeit handelte er um die Jahreswende 1123/1124 ein Bündnis zwischen dem Königreich und der Republik Venedig aus, den nach ihm benannten „Pactum Warmundi“, und führte 1124 den Oberbefehl bei der erfolgreichen Belagerung von Tyros (1124).

### Ableben
Er starb zu Beginn des Jahres 1128 in Sidon, sein Nachfolger wurde Stephan von La Ferté, der Abt des Klosters Saint-Jean-en-Vallée in Chartres.